# Alessandro Bianchi
Alessandro Bianchi (Cervia, 7 de abril de 1966) é um ex-futebolista italiano.